# Lommel SK

Früheres Vereinswappen von Lommel United

Der Lommel SK ist ein belgischer Fußballverein in der Stadt Lommel.
KVSK United Overpelt-Lommel (kurz KVSK United) wurde 2003 gegründet, nachdem der Verein SK Lommel zahlungsunfähig geworden war. Die Überreste des Vereins wurden in den KVV Overpelt-Fabriek integriert.
Das Kürzel „KVSK“ steht für Koninklijke Voetbalvereniging en Sportkring (deutsch: Königliche Fußballvereinigung und Sportkreis) und soll die fusionierten Vereine KVV Overpelt-Fabriek und SK Lommel im Namen verbinden.
Im Jahr 2010 fusionierte KVSK United mit dem KFC Racing Mol-Wezel zu Lommel United. 2017 wurde der Club in Lommel SK umbenannt.

## Sportliche Entwicklung
Ende Oktober 2017 wurde Tom van Imschoot als Trainer verpflichtet. Mit ihm gelang der Aufstieg von der ersten Division der Amateure in die Division 1B. In der ersten Saison dort stand Lommel bei Saisonabschluss auf Rang 6 der Gesamttabelle, so dass der Verein in die Abstiegsrunde musste. Diese schloss er als Dritter ab. Daher verblieb Lommel in der Division 1B.
Mitte Juni 2019 legte van Imschoot sein Traineramt bei Lommel SK nieder, weil er als Assistenztrainer zum KRC Genk wechselte. Als Nachfolger wurde der Isländer Stefan Gislason verpflichtet. Mitte Oktober 2019 hatte der Verein von den ersten zehn Spielen lediglich eines gewonnen und stand auf dem vorletzten Platz der Tabelle. Darauf wurde Gislason als Trainer entlassen und für den Rest der Saison Peter Maes als neuer Trainer verpflichtet.
Auch zum Abschluss der Saison 2019/20 belegte der Verein Platz 6 der Gesamttabelle mit einem Punkt Vorsprung auf den nächsttieferen Platz. Nach den geänderten Regelungen in dieser Saison reichte das zum Klassenerhalt.
Seit Mitte Mai 2020 gehört Lommel SK zur Familie der City Football Group (CFG). Die CFG beglich in einem ersten Schritt Lommels Schulden, die bei rund zwei Millionen Euro gelegen haben sollen. Ende Mai 2020 teilte der Verein mit, dass er den zum Saisonende endenden Vertrag mit Peter Maes nicht verlängere. Erst Mitte Juli 2020 wurde Liam Manning als neuer Trainer verpflichtet. Dieser gehörte vorher zum Trainerstab von New York City FC, einem weiteren Verein der City Football Group.

## Personen

### Vorstand
Mit Ende der Saison 2015/16 trat Frans Luyckx als Vorsitzender des Vereins zurück. Sein Nachfolger wurde Paul Kerkhofs.

### Bekannte Spieler
- Marc Eberle (2007–2009)

### Trainer (auszugsweise)
- Franky Van Der Elst (2009–2011)
- Stijn Vreven (2013–2015)
- Bart de Roover (2015–2016)
- Tom van Imschoot (2017–2019)
- Stefan Gislason (7.2019–10.2019)
- Peter Maes (10.2019–6.2020)
- Liam Manning (7.2020–)